# VM i futsal
Verdensmesterskabet i futsal (VM i futsal) er det vigtigste futsal-landsholdsmesterskab. Mesterskabet har fundet sted cirka hvert fjerde år siden 1989.

## Resultater
| VM             | Værtsland  | Guld      | Sølv      | Bronze    |
| -------------- | ---------- | --------- | --------- | --------- |
| VM Futsal 1989 | Holland    | Brasilien | Holland   | USA       |
| VM Futsal 1992 | Hong Kong  | Brasilien | USA       | Spanien   |
| VM Futsal 1996 | Spanien    | Brasilien | Spanien   | Rusland   |
| VM Futsal 2000 | Guatemala  | Spanien   | Brasilien | Portugal  |
| VM Futsal 2004 | Taiwan     | Spanien   | Italien   | Brasilien |
| VM Futsal 2008 | Brasilien  | Brasilien | Spanien   | Italien   |
| VM Futsal 2012 | Thailand   | Brasilien | Spanien   | Italien   |
| VM Futsal 2016 | Colombia   | Argentina | Rusland   | Iran      |
| VM Futsal 2021 | Litauen    | Portugal  | Argentina | Brasilien |
| VM Futsal 2024 | Usbekistan | Brasilien | Argentina | Ukraine   |